# Admiral Hipper (svær krydser)
 For alternative betydninger, se Admiral Hipper. (Se også artikler, som begynder med Admiral Hipper)
Den svære krydser Admiral Hipper blev bygget hos Blohm und Voss i Hamborg fra 1935 og indgik i aktiv tjeneste i den tyske Kriegsmarine pr. 29. april 1939
Krydseren, der havde navn efter Admiral Franz Ritter von Hipper, havde et deplacement på 14.247 ton.
Hovedbevæbningen var 8× 20,3 cm kanoner i fire kanontårne og 12× 10,5 cm kanoner mod fly.
Admiral Hipper var den første af 5 ens svære krydsere, og det eneste, der var i tjeneste før krigsudbruddet.
De øvrige krydsere i Admiral Hipper-klassen var:
- Blücher, sænket i Oslofjorden d. 9. april 1940.
- Prinz Eugen, deltog i Slaget i Danmarksstrædet
- Lützow solgt til Stalin inden angrebet på Sovjetunionen, inden hun var færdigbygget. Deltog i nogle kamphandlinger på Sovjetisk side, uden at være færdigbygget.
- Seydlitz forsøgt ombygget til hangarskib, men blev aldrig færdigbygget.

- Wikimedia Commons har flere filer relateret til Admiral Hipper (svær krydser)